# Circuitul Indianapolis
Indianapolis Motor Speedway este un circuit de curse auto din SUA, unde anual are loc cea mai celebră cursă auto din lume, Indianapolis 500, dar și Marele Premiu al Statelor Unite ale Americii la Formula 1.